# 日劇學院賞最佳女配角
日劇學院賞最佳女配角是由日本電視情報週刊《The Television》所舉辦的日本電視劇評鑑活動，為表彰各季優秀表現的配角女演員。獎項的最近一位勝出者則是因《帶你到地獄的盡頭》獲獎的澀谷凪咲。

## 概述
過去配角都以男女主角為雙主演，其餘演員均為配角來定義，但目前日本各家電視台對於配角的定義是以單一主角為主演，其他共演演員為配角的概念居多，所以有些作品如果會以一位女演員為主角，和主角搭檔的男演員為配角；或是一位男演員為主角，和主角搭檔的女演員為配角。每一位男配角得主，他們的演技足以襯托出主角的演技張力，或是在一部戲裡發揮的空間能對應主角及其他角色的影響力。

## 得獎者及提名名單
| ‡ | 獲獎者 |
|   | 提名者 |

### 1990年代
| 年份               | 姓名        | 劇名                       | 角色              |
| ------------------ | ----------- | -------------------------- | ----------------- |
| 1994 (春季) 第1回  | 鈴木杏樹‡   | 《長男之嫁》               | 中村襟華          |
| 1994 (春季) 第1回  | 中村安奈    | 《戀棧夕陽情》             | 三輪恭子          |
| 1994 (春季) 第1回  | 野際陽子    | 《長男之嫁》               | 中村結子          |
| 1994 (夏季) 第2回  | 櫻井幸子‡   | 《人間失格～假如我死的話》 | 森田千尋          |
| 1994 (夏季) 第2回  | 財前直見    | 《發達之路》               | 神田美智子        |
| 1994 (夏季) 第2回  | 山咲千里    | 《男人真討厭》             | 細川千春          |
| 1994 (秋季) 第3回  | 鶴田真由‡   | 《東京仙履奇緣》           | 高木瞳            |
| 1994 (秋季) 第3回  | 松下由樹    | 《29歲的聖誕節》           | 今井彩            |
| 1994 (秋季) 第3回  | 鈴木杏樹    | 《青春無悔》               | 崎山薰            |
| 1995 (冬季) 第4回  | 荻野目慶子‡ | 《回首夢已遠》             | 橫澤茜            |
| 1995 (冬季) 第4回  | 森口博子    | 《全為了妳》               | 碓井幸子          |
| 1995 (冬季) 第4回  | 常盤貴子    | 《遲來的春天》             | 後藤里美/佐藤里美 |
| 1995 (春季) 第5回  | 山口智子‡   | 《奇蹟餐廳》               | 磯野靜香          |
| 1995 (春季) 第5回  | 鈴木京香    | 《奇蹟餐廳》               | 三條政子          |
| 1995 (春季) 第5回  | 篠原涼子    | 《在燦爛的季節裡》         | 星野明美          |
| 1995 (夏季) 第6回  | 大塚寧寧‡   | 《他日再相逢》             | 今中純子          |
| 1995 (夏季) 第6回  | 淺野溫子    | 《沙粧妙子 最後的事件》    | 宮原理江          |
| 1995 (夏季) 第6回  | 水野美紀    | 《不想一個人》             | 野中綠            |
| 1995 (秋季) 第7回  | 飯島直子‡   | 《八郎一馬力爭上游》       | 松井心            |
| 1995 (秋季) 第7回  | 坂井真紀    | 《戀愛夢想家》             | 神崎比奈子        |
| 1995 (秋季) 第7回  | 鈴木杏樹    | 《新長男之嫁》             | 渡邊襟華          |
| 1996 (冬季) 第8回  | 寶生舞‡     | 《銀狼怪奇》               | 小早川冴子        |
| 1996 (冬季) 第8回  | 京野琴美    | 《白線流》                 | 飯岡愛野          |
| 1996 (冬季) 第8回  | 馬淵英里何  | 《白線流》                 | 橘冬美            |
| 1996 (春季) 第9回  | 稻森泉‡     | 《長假》                   | 小石川桃子        |
| 1996 (春季) 第9回  | 瀨戶朝香    | 《等你說愛我》             | 照井美紗          |
| 1996 (春季) 第9回  | 松隆子      | 《長假》                   | 奧澤涼子          |
| 1996 (夏季) 第10回 | 飯島直子‡   | 《白晝之月》               | 坂口茉莉          |
| 1996 (夏季) 第10回 | 友坂理惠    | 《金田一少年事件簿第二季》 | 七瀨美雪          |
| 1996 (夏季) 第10回 | 松下由樹    | 《秀逗小護士》             | 尾崎翔子          |
| 1996 (秋季) 第11回 | 永作博美‡   | 《單身萬歲》               | 西島恭子          |
| 1996 (秋季) 第11回 | 市原悅子    | 《NHK大河劇｜豐臣秀吉》    | 仲                |
| 1996 (秋季) 第11回 | 菅野美穗    | 《來自越南的德克》         | 李明              |
| 1997 (冬季) 第12回 | 雛形明子‡   | 《危險戀人》               | 上原滿            |
| 1997 (冬季) 第12回 | 深津繪里    | 《大搜查線》               | 恩田堇            |
| 1997 (冬季) 第12回 | 遊井亮子    | 《危險情人》               | 岸本空            |
| 1997 (春季) 第13回 | 室井滋‡     | 《快遞高手》               | 腰越奈緒美        |
| 1997 (春季) 第13回 | 酒井法子    | 《一個屋簷下2》            | 柏木小雪          |
| 1997 (春季) 第13回 | 菅野美穗    | 《一個好人》               | 櫻妙子            |
| 1997 (夏季) 第14回 | 廣末涼子‡   | 《海灘男孩》               | 和泉真琴          |
| 1997 (夏季) 第14回 | 菅野美穗    | 《失樂園》                 | 久木知佳          |
| 1997 (夏季) 第14回 | 菊池麻衣子  | 《男人向前走》             | 古金日向子        |
| 1997 (秋季) 第15回 | 夏川結衣‡   | 《青鳥》                   | 町村薰            |
| 1997 (秋季) 第15回 | 松下由樹    | 《秀逗小護士2》            | 尾崎翔子          |
| 1997 (秋季) 第15回 | 寶生舞      | 《未滿都市》               | 百合              |
| 1998 (冬季) 第16回 | 鈴木京香‡   | 《閃亮的人生》             | 杉裕里子          |
| 1998 (冬季) 第16回 | 廣末涼子    | 《聖者的行進》             | 土屋愛莉絲        |
| 1998 (冬季) 第16回 | 永作博美    | 《冷月》                   | 森下美咲          |
| 1998 (春季) 第17回 | 木村佳乃‡   | 《手足情深》               | 服部奈奈          |
| 1998 (春季) 第17回 | 寶生舞      | 《庶務二課》               | 丸橋梅            |
| 1998 (春季) 第17回 | 山本陽子    | 《羅煞之家》               | 小椋綾乃          |
| 1998 (夏季) 第18回 | 深田恭子‡   | 《神啊！請多給我一點時間》 | 葉野真生          |
| 1998 (夏季) 第18回 | 松嶋菜菜子  | 《GTO》                    | 冬月梓            |
| 1998 (夏季) 第18回 | 藤原紀香    | 《我的辣妹好友》           | 福永博美          |
| 1998 (秋季) 第19回 | 友坂理惠‡   | 《小報急先鋒》             | 白河久留美        |
| 1998 (秋季) 第19回 | 松隆子      | 《陣平》                   | 高梨美久          |
| 1998 (秋季) 第19回 | 松下由樹    | 《奇蹟之人》               | 足立康子          |
| 1998 (秋季) 第19回 | 菅野美穗    | 《美酒貴公子》             | 木崎菜穗          |
| 1999 (冬季) 第20回 | 石田百合子‡ | 《三十拉警報》             | 鶴町冬美          |
| 1999 (冬季) 第20回 | 高田聖子    | 《NHK晨間劇｜淘氣姑娘》    | 水島濤子          |
| 1999 (冬季) 第20回 | 須藤理彩    | 《急診室醫生》             | 櫻井幸            |
| 1999 (冬季) 第20回 | 木村佳乃    | 《三十拉警報》             | 倉田薺            |
| 1999 (春季) 第21回 | 松下由樹‡   | 《週末婚》                 | 淺井陽子/大森陽子 |
| 1999 (春季) 第21回 | 室井滋      | 《非洲之夜》               | 丸山瑞穗/龜田伸枝 |
| 1999 (春季) 第21回 | 鶴田真由    | 《明天會更好》             | 黑澤明子          |
| 1999 (春季) 第21回 | 友坂理惠    | 《非洲之夜》               | 木村綠            |
| 1999 (夏季) 第22回 | 深田恭子‡   | 《To Heart》               | 三浦透子          |
| 1999 (夏季) 第22回 | 涼          | 《女醫物語》               | 劉玉麗            |
| 1999 (夏季) 第22回 | 仲間由紀惠  | 《PS我很好俊平》           | 櫻小夜子          |
| 1999 (夏季) 第22回 | 水野美紀    | 《她們的時代》             | 太田千津          |
| 1999 (秋季) 第23回 | 常盤貴子‡   | 《美人》                   | 村雨美雪          |
| 1999 (秋季) 第23回 | 渡邊惠里    | 《OUT嬌妻犯罪檔案》        | 吾妻吉江          |
| 1999 (秋季) 第23回 | 水野美紀    | 《團隊》                   | 丹波綴            |
| 1999 (秋季) 第23回 | 內田有紀    | 《冰的世界》               | 庄野月子          |

### 2000年代
| 年份               | 姓名        | 劇名                    | 角色                 |
| ------------------ | ----------- | ----------------------- | -------------------- |
| 2000 (冬季) 第24回 | 水野美紀‡   | 《美麗人生》            | 田村佐千繪           |
| 2000 (冬季) 第24回 | 淺野溫子    | 《平成小氣夫婦》        | 金本節               |
| 2000 (冬季) 第24回 | 水野真紀    | 《金曜日的戀人們》      | 中村香織             |
| 2000 (冬季) 第24回 | 黑木瞳      | 《愛情夢幻》            | 飯島美津子           |
| 2000 (春季) 第25回 | 深津繪里‡   | 《氣象預報的情人》      | 金子祥子             |
| 2000 (春季) 第25回 | 松雪泰子    | 《太陽不西沉》          | 桐野節               |
| 2000 (春季) 第25回 | 森下愛子    | 《池袋西口公園》        | 真島律子             |
| 2000 (春季) 第25回 | 內田有紀    | 《天使絕跡的城市》      | 吉井玉紀             |
| 2000 (夏季) 第26回 | 廣末涼子‡   | 《夏之雪》              | 片瀨雪               |
| 2000 (夏季) 第26回 | 池脇千鶴    | 《夏之雪》              | 篠田知佳             |
| 2000 (夏季) 第26回 | 鈴木京香    | 《不平凡的勇氣》        | 犬塚信乃             |
| 2000 (夏季) 第26回 | 田中美佐子  | 《愛的界限》            | 澤松智永             |
| 2000 (秋季) 第27回 | 廣末涼子‡   | 《頑固老爹》            | 神崎鈴               |
| 2000 (秋季) 第27回 | 木村佳乃    | 《戀愛症候群》          | 荒瀨涓               |
| 2000 (秋季) 第27回 | 水野美紀    | 《頑固老爹》            | 神崎小百合           |
| 2000 (秋季) 第27回 | 中谷美紀    | 《真夏的聖誕節》        | 星野波流             |
| 2001 (冬季) 第28回 | 深津繪里‡   | 《叫她第一名》          | 榮田千春             |
| 2001 (冬季) 第28回 | 松隆子      | 《HERO》                | 雨宮舞子             |
| 2001 (冬季) 第28回 | 竹內結子    | 《白影》                | 志村倫子             |
| 2001 (冬季) 第28回 | 深田恭子    | 《蛋糕上的草莓》        | 三澤唯               |
| 2001 (春季) 第29回 | 富田靖子‡   | 《再見舊情人》          | 池田麻里             |
| 2001 (春季) 第29回 | 竹內結子    | 《女婿大人》            | 新井櫻               |
| 2001 (春季) 第29回 | 優香        | 《Love Story》          | 小林香乃             |
| 2001 (春季) 第29回 | 內山理名    | 《菜鳥警探》            | 佐藤佳織             |
| 2001 (夏季) 第30回 | 平良富‡     | 《NHK晨間劇｜水姑娘》   | 古波藏花             |
| 2001 (夏季) 第30回 | 尹孫河      | 《鬥陣美眉》            | 宗亞美               |
| 2001 (夏季) 第30回 | 米倉涼子    | 《非婚家族》            | 的場光               |
| 2001 (夏季) 第30回 | 須藤理彩    | 《急診室大醫生》        | 櫻井幸               |
| 2001 (秋季) 第31回 | 竹內結子‡   | 《熱血教師》            | 朝倉素子             |
| 2001 (秋季) 第31回 | 石田光      | 《水曜日的愛情》        | 天地操               |
| 2001 (秋季) 第31回 | 徐若瑄      | 《本家之嫁》            | 山田希美             |
| 2001 (秋季) 第31回 | 天海祐希    | 《水曜日的愛情》        | 佐倉亞衣             |
| 2002 (冬季) 第32回 | 星野真里‡   | 《3年B組金八先生》      | 坂本乙女             |
| 2002 (冬季) 第32回 | 優香        | 《平成小氣夫婦2》       | 結城燈               |
| 2002 (冬季) 第32回 | 上戶彩      | 《3年B組金八先生》      | 鶴本直               |
| 2002 (冬季) 第32回 | 矢田亞希子  | 《愛的力量》            | 倉持春菜             |
| 2002 (春季) 第33回 | 柴崎幸‡     | 《從天而降億萬顆星星》  | 宮下由紀             |
| 2002 (春季) 第33回 | 深津繪里    | 《從天而降億萬顆星星》  | 堂島優子             |
| 2002 (春季) 第33回 | 和久井映見  | 《First Love》          | 江澤朋子             |
| 2002 (春季) 第33回 | 國仲涼子    | 《夢想加州》            | 麻生惠子             |
| 2002 (夏季) 第34回 | 池脇千鶴‡   | 《太陽的季節》          | 和泉英子             |
| 2002 (夏季) 第34回 | 上戶彩      | 《甜心小廚師》          | 鴨澤名津菜           |
| 2002 (夏季) 第34回 | 小西真奈美  | 《天體觀測》            | 井田有里             |
| 2002 (夏季) 第34回 | 麻生祐未    | 《少年們3》             | 小田朋子             |
| 2002 (秋季) 第35回 | 松雪泰子‡   | 《真夜中的雨》          | 水澤由紀子           |
| 2002 (秋季) 第35回 | 中谷美紀    | 《老爸》                | 進藤晶               |
| 2002 (秋季) 第35回 | 榎本加奈子  | 《獻花給倉鼠》          | 田代美紀             |
| 2002 (秋季) 第35回 | 後藤真希    | 《年輕爸爸》            | 風見薰子             |
| 2003 (冬季) 第36回 | 矢田亞希子‡ | 《我的生存之道》        | 秋元多里/中村多里    |
| 2003 (冬季) 第36回 | 柴崎幸      | 《夢想飛行》            | 緒川步實             |
| 2003 (冬季) 第36回 | 上戶彩      | 《新高校教師》          | 町田雛               |
| 2003 (冬季) 第36回 | 黑木瞳      | 《夢想飛行》            | 富樫紀子             |
| 2003 (春季) 第37回 | 篠原涼子‡   | 《我的老婆是男人》      | 町田留美子           |
| 2003 (春季) 第37回 | 鈴木京香    | 《帥哥醫生》            | 赤城香織             |
| 2003 (春季) 第37回 | 日向奈奈美  | 《爸氣十足》            | 降矢七海             |
| 2003 (春季) 第37回 | 矢田亞希子  | 《爸氣十足》            | 金子美鈴             |
| 2003 (夏季) 第38回 | 廣末涼子‡   | 《前男友》              | 佐伯真琴             |
| 2003 (夏季) 第38回 | 長谷川京子  | 《我的蹺佳人》          | 片岡須琉美           |
| 2003 (夏季) 第38回 | 市川實日子  | 《西瓜》                | 芝本由加             |
| 2003 (夏季) 第38回 | 鈴木杏      | 《Stand UP!!》          | 大和田千繪           |
| 2003 (秋季) 第39回 | 小泉今日子‡ | 《曼哈頓愛情故事》      | 赤羽伸子             |
| 2003 (秋季) 第39回 | 水野美紀    | 《戀文》                | 竹原郷子             |
| 2003 (秋季) 第39回 | 松雪泰子    | 《我們都是新鮮人》      | 森乃望               |
| 2003 (秋季) 第39回 | 森迫永依    | 《明天好天氣》          | 坂井實實             |
| 2004 (冬季) 第40回 | 美山加戀‡   | 《我和她們的生存之道》  | 小柳凜               |
| 2004 (冬季) 第40回 | 松雪泰子    | 《砂之器》              | 成瀨麻美             |
| 2004 (冬季) 第40回 | 小雪        | 《我和她們的生存之道》  | 北島由里             |
| 2004 (冬季) 第40回 | 矢田亞希子  | 《白色巨塔》            | 東佐知子             |
| 2004 (春季) 第41回 | 小林聰美‡   | 《與光同行》            | 里緒秀美             |
| 2004 (春季) 第41回 | 柴崎幸      | 《Orange Days》         | 萩尾沙繪             |
| 2004 (春季) 第41回 | 篠原涼子    | 《老公當家》            | 山村美紀             |
| 2004 (春季) 第41回 | 八千草薫    | 《讓愛看得見》          | 安曇良枝             |
| 2004 (夏季) 第42回 | 綾瀨遙‡     | 《在世界中心呼喚愛》    | 廣瀨亞紀             |
| 2004 (夏季) 第42回 | 松坂慶子    | 《人間的證明》          | 八杉恭子             |
| 2004 (夏季) 第42回 | 石原聰美    | 《水男孩2》             | 矢澤栞               |
| 2004 (夏季) 第42回 | 水野美紀    | 《逃亡者 RUNAWAY》      | 尾崎薰               |
| 2004 (秋季) 第43回 | 篠原涼子‡   | 《大婆婆小倆口》        | 杉浦瞳               |
| 2004 (秋季) 第43回 | 高島禮子    | 《大奧‧第一章》         | 阿江與               |
| 2004 (秋季) 第43回 | 釋由美子    | 《黑色筆記本》          | 山田波子             |
| 2004 (秋季) 第43回 | 涼          | 《愛在聖誕節》          | 柴田幸子             |
| 2005 (冬季) 第44回 | 長谷川京子‡ | 《M的悲劇》             | 相原美沙             |
| 2005 (冬季) 第44回 | 長澤雅美    | 《溫柔時光》            | 皆川梓               |
| 2005 (冬季) 第44回 | 石原聰美    | 《H2好逑雙物語》        | 古賀春華             |
| 2005 (冬季) 第44回 | 小林聰美    | 《不愉快的基因》        | 神宮寺潤             |
| 2005 (春季) 第45回 | 小雪‡       | 《飆風引擎》            | 水越朋美             |
| 2005 (春季) 第45回 | 釋由美子    | 《熟女拉警報》          | 三原夏美             |
| 2005 (春季) 第45回 | 森口瑤子    | 《污穢之舌》            | 涼野杏梨             |
| 2005 (春季) 第45回 | 戶田菜穗    | 《熟女真命苦》          | 加藤博美             |
| 2005 (夏季) 第46回 | 白石美帆‡   | 《電車男》              | 陣釜美鈴             |
| 2005 (夏季) 第46回 | 高島禮子    | 《女系家族》            | 矢島藤代             |
| 2005 (夏季) 第46回 | 志田未來    | 《女王的教室》          | 神田和美             |
| 2005 (夏季) 第46回 | 廣末涼子    | 《慢舞》                | 小池實乃             |
| 2005 (秋季) 第47回 | 堀北真希‡   | 《改造野豬妹》          | 小谷信子             |
| 2005 (秋季) 第47回 | 藥師丸博子  | 《一公升的眼淚》        | 池內潮香             |
| 2005 (秋季) 第47回 | 小池榮子    | 《大奧：華之亂》        | 阿傳之方             |
| 2005 (秋季) 第47回 | 松坂慶子    | 《NHK大河劇｜義經》     | 時子                 |
| 2006 (冬季) 第48回 | 綾瀨遙‡     | 《白夜行》              | 唐澤雪穗             |
| 2006 (冬季) 第48回 | 麻生久美子  | 《時效警察》            | 三日月靜香           |
| 2006 (冬季) 第48回 | 杉田薰      | 《護士小葵》            | 小峰響子             |
| 2006 (冬季) 第48回 | 若村麻由美  | 《獸道》                | 佐伯米子             |
| 2006 (春季) 第49回 | 堀北真希‡   | 《詐欺獵人》            | 吉川冰柱             |
| 2006 (春季) 第49回 | 村上知子    | 《愛上恐龍妹》          | 太田美幸             |
| 2006 (春季) 第49回 | 矢田亞希子  | 《主播台女王》          | 飛鳥望美             |
| 2006 (春季) 第49回 | 戶田惠梨香  | 《辣妹掌門人》          | 咲                   |
| 2006 (夏季) 第50回 | 夏川結衣‡   | 《熟男不結婚》          | 早坂夏美             |
| 2006 (夏季) 第50回 | 澤尻英龍華  | 《太陽之歌》            | 雨音薰               |
| 2006 (夏季) 第50回 | 松下由樹    | 《女人心機》            | 野上路子             |
| 2006 (夏季) 第50回 | 新垣結衣    | 《My Boss My Hero》     | 梅村光               |
| 2006 (秋季) 第51回 | 香里奈‡     | 《我的人生路》          | 松田都古             |
| 2006 (秋季) 第51回 | 田中美佐子  | 《14歲小媽媽》          | 一之瀨加奈子         |
| 2006 (秋季) 第51回 | 蒼井優      | 《小孤島大醫生2006》    | 仲依米莎             |
| 2006 (秋季) 第51回 | 綾瀨遙      | 《唯一的愛》            | 月丘菜緒             |
| 2007 (冬季) 第52回 | 鈴木京香‡   | 《華麗一族》            | 高須相子             |
| 2007 (冬季) 第52回 | 加藤夏希    | 《流星花園2》           | 大河原滋             |
| 2007 (冬季) 第52回 | 真矢美季    | 《她的秘密花園》        | 川村亮子             |
| 2007 (冬季) 第52回 | 高島禮子    | 《料亭小師傅》          | 田原雪乃             |
| 2007 (春季) 第53回 | 大後壽壽花‡ | 《Sexy Voice And Robo》 | 林二湖               |
| 2007 (春季) 第53回 | 麻生久美子  | 《時效警察2》           | 三日月靜香           |
| 2007 (春季) 第53回 | 大竹忍      | 《真愛開玩笑》          | 廣瀨理衣             |
| 2007 (春季) 第53回 | 榮倉奈奈    | 《求婚大作戰》          | 奧繪理               |
| 2007 (夏季) 第54回 | 福田沙紀‡   | 《LIFE》                | 安西愛海             |
| 2007 (夏季) 第54回 | 新垣結衣    | 《父女變變變》          | 川原小梅             |
| 2007 (夏季) 第54回 | 多部未華子  | 《貧窮貴公子》          | 池上隆子             |
| 2007 (夏季) 第54回 | 成海璃子    | 《考試之神》            | 菅原道子             |
| 2007 (秋季) 第55回 | 柴崎幸‡     | 《破案天才伽利略》      | 內海薰               |
| 2007 (秋季) 第55回 | 美波        | 《有閑俱樂部》          | 劍菱悠里             |
| 2007 (秋季) 第55回 | 相武紗季    | 《歌姬》                | 岸田鈴               |
| 2007 (秋季) 第55回 | 小泉今日子  | 《二十歲戀人》          | 澤田繪里             |
| 2008 (冬季) 第56回 | 竹内結子‡   | 《沒有玫瑰的花店》      | 白戶美櫻             |
| 2008 (冬季) 第56回 | 真木陽子    | 《SP特勤型男》          | 笹本繪里             |
| 2008 (冬季) 第56回 | 美村里江    | 《齊藤太太來了》        | 真野若葉             |
| 2008 (冬季) 第56回 | 黑木梅沙    | 《1磅的福音》           | 安潔拉修女           |
| 2008 (春季) 第57回 | 上野樹里‡   | 《Last Friends》        | 岸本瑠可             |
| 2008 (春季) 第57回 | 深津繪里    | 《CHANGE》              | 美山理香             |
| 2008 (春季) 第57回 | 相武紗季    | 《絕對達令》            | 井澤梨衣子           |
| 2008 (春季) 第57回 | 松下奈緒    | 《我的野蠻女友》        | 淺倉南               |
| 2008 (夏季) 第58回 | 山田優‡     | 《我姊是惡魔》          | 良川槙子/中田槙子    |
| 2008 (夏季) 第58回 | 廣末涼子    | 《康子與健兒》          | 椿惠理香             |
| 2008 (夏季) 第58回 | 水川麻美    | 《33分偵探》            | 武藤理加子           |
| 2008 (夏季) 第58回 | 比嘉愛未    | 《空中急診英雄》        | 冴島遙               |
| 2008 (秋季) 第59回 | 戶田惠梨香‡ | 《流星之絆》            | 有明靜奈             |
| 2008 (秋季) 第59回 | 吉瀨美智子  | 《天才駭客F》           | 折原麻耶             |
| 2008 (秋季) 第59回 | 松坂慶子    | 《NHK大河劇｜篤姬》     | 幾島                 |
| 2008 (秋季) 第59回 | 加藤愛      | 《改造老師大作戰》      | 瀧優子               |
| 2009 (冬季) 第60回 | 片瀨那奈‡   | 《音樂孩子王》          | 美月麗               |
| 2009 (冬季) 第60回 | 美村里江    | 《錢與罪》              | 三國綠               |
| 2009 (冬季) 第60回 | 石原聰美    | 《Voice法醫現場》       | 久保秋佳奈子         |
| 2009 (冬季) 第60回 | 仲里依紗    | 《神之雫》              | 紫野原雅             |
| 2009 (春季) 第61回 | 新垣結衣‡   | 《Smile》               | 三島花               |
| 2009 (春季) 第61回 | 大橋望美    | 《白色之春》            | 村上幸               |
| 2009 (春季) 第61回 | 戶田惠梨香  | 《BOSS女王》            | 木元真實             |
| 2009 (春季) 第61回 | 板谷由夏    | 《愛與寬容》            | 小澤聖子             |
| 2009 (夏季) 第62回 | 黑木梅沙‡   | 《極道幫幫忙》          | 四方木理子           |
| 2009 (夏季) 第62回 | 北川景子    | 《零秒出手》            | 白河莉子             |
| 2009 (夏季) 第62回 | 相武紗季    | 《零秒出手》            | 七海菜月             |
| 2009 (夏季) 第62回 | 綾瀨遙      | 《腦科學先生》          | 由里和音             |
| 2009 (秋季) 第63回 | 綾瀨遙‡     | 《仁醫》                | 橘咲                 |
| 2009 (秋季) 第63回 | 中谷美紀    | 《仁醫》                | 友永未來/野風/橘未來 |
| 2009 (秋季) 第63回 | 石井萌萌果  | 《我的乖乖女》          | 笠間小春             |
| 2009 (秋季) 第63回 | 吉高由里子  | 《東京DOGS》            | 松永由岐             |

### 2010年代
| 年份                | 姓名        | 劇名                        | 角色                       |
| ------------------- | ----------- | --------------------------- | -------------------------- |
| 2010 (冬季) 第64回  | 杏‡         | 《決定不哭的日子》          | 立花萬里香                 |
| 2010 (冬季) 第64回  | 永作博美    | 《女人不妥協》              | 長部璃子                   |
| 2010 (冬季) 第64回  | 小池榮子    | 《宿命 1969-2010》          | 笹山宣子                   |
| 2010 (冬季) 第64回  | 新垣結衣    | 《空中急診英雄 第2季》      | 白石惠                     |
| 2010 (春季) 第65回  | 田中裕子‡   | 《2個媽媽》                 | 望月葉菜                   |
| 2010 (春季) 第65回  | 蘆田愛菜    | 《2個媽媽》                 | 道木憐南/鈴原繼美          |
| 2010 (春季) 第65回  | 篠原涼子    | 《月之戀人》                | 二宮真繪美                 |
| 2010 (春季) 第65回  | 仲里依紗    | 《不良仔與眼鏡妹》          | 足立花                     |
| 2010 (夏季) 第66回  | 竹内結子‡   | 《閃耀夏之戀》              | 北村詩織                   |
| 2010 (夏季) 第66回  | 長澤雅美    | 《GOLD》                    | 新倉理佳                   |
| 2010 (夏季) 第66回  | 中島美嘉    | 《刑警自戀狂》              | 日暮里惠                   |
| 2010 (夏季) 第66回  | 多部未華子  | 《GM～跳舞的醫生》          | 小向桃子                   |
| 2010 (秋季) 第67回  | 上戶彩‡     | 《流星》                    | 槙原梨沙                   |
| 2010 (秋季) 第67回  | 前田敦子    | 《機器女友Q10》             | 久戶花戀 (Q10)             |
| 2010 (秋季) 第67回  | 深田恭子    | 《第二處女》                | 鈴木萬里江                 |
| 2010 (秋季) 第67回  | 淺野溫子    | 《打工仔買房記》            | 武壽美子                   |
| 2011 (冬季) 第68回  | 武井咲‡     | 《教我愛的一切》            | 佐伯光                     |
| 2011 (冬季) 第68回  | 富司純子    | 《NHK晨間劇｜幸福鐵板燒》   | 田中初音                   |
| 2011 (冬季) 第68回  | 檀麗        | 《美麗鄰人》                | 矢野繪里子                 |
| 2011 (冬季) 第68回  | 今井美樹    | 《冬櫻之戀》                | 石川萌奈美                 |
| 2011 (春季) 第69回  | 綾瀨遙‡     | 《仁醫2》                   | 橘咲                       |
| 2011 (春季) 第69回  | 中谷美紀    | 《仁醫2》                   | 友永未來/野風/橘未來       |
| 2011 (春季) 第69回  | 木村佳乃    | 《媽媽們的戰爭》            | 本宮麗奈                   |
| 2011 (春季) 第69回  | 水川麻美    | 《養狗這回事》              | 本鄉幸子                   |
| 2011 (夏季) 第70回  | 大竹忍‡     | 《儘管如此也要活下去》      | 野本響子/深見響子          |
| 2011 (夏季) 第70回  | 滿島光      | 《儘管如此也要活下去》      | 遠山雙葉/三崎雙葉          |
| 2011 (夏季) 第70回  | 石原聰美    | 《暴走女法醫》              | 釜津田知佳                 |
| 2011 (夏季) 第70回  | 小嶋陽菜    | 《原來是美男》              | NANA                       |
| 2011 (秋季) 第71回  | 杏‡         | 《妖怪人間貝姆》            | 貝拉                       |
| 2011 (秋季) 第71回  | 忽那汐里    | 《家政婦女王》              | 阿須田結                   |
| 2011 (秋季) 第71回  | 北川景子    | 《推理要在晚餐後》          | 寶生麗子                   |
| 2011 (秋季) 第71回  | 本田望結    | 《家政婦女王》              | 阿須田希衣                 |
| 2012 (冬季) 第72回  | 真木陽子‡   | 《命運之人》                | 三木昭子/澤田昭子          |
| 2012 (冬季) 第72回  | 松隆子      | 《命運之人》                | 弓成由里子/八雲由里子      |
| 2012 (冬季) 第72回  | 中谷美紀    | 《聖醫怪物》                | 春日井優佳                 |
| 2012 (冬季) 第72回  | 麻生祐未    | 《NHK晨間劇｜糸子的洋裝店》 | 小原千代                   |
| 2012 (春季) 第73回  | 戶田惠梨香‡ | 《上鎖的房間》              | 青砥純子                   |
| 2012 (春季) 第73回  | 新垣結衣    | 《王牌大律師》              | 黛真知子                   |
| 2012 (春季) 第73回  | 栗山千明    | 《自閉天才ATARU》           | 蛯名舞子                   |
| 2012 (春季) 第73回  | 和久井映見  | 《再一次求婚》              | 宮本可南子                 |
| 2012 (夏季) 第74回  | 石原聰美‡   | 《多金社長小資女》          | 夏井真琴                   |
| 2012 (夏季) 第74回  | 瀧本美織    | 《麻辣教師GTO》             | 冬月梓                     |
| 2012 (夏季) 第74回  | 尾野真千子  | 《高山診療所》              | 小山遙                     |
| 2012 (夏季) 第74回  | 鈴木砂羽    | 《特別國稅徵收官》          | 鍋島木綿子                 |
| 2012 (秋季) 第75回  | 多部未華子‡ | 《大奧【男女‧逆轉】》       | 德川家光/千惠              |
| 2012 (秋季) 第75回  | 真木陽子    | 《遲開的向日葵》            | 二階堂香織                 |
| 2012 (秋季) 第75回  | 香里奈      | 《PRICELESS人生無價》       | 二階堂彩矢                 |
| 2012 (秋季) 第75回  | 木村真那月  | 《我的學生是惡夢》          | 古藤結衣子                 |
| 2013 (冬季) 第76回  | 尾野真千子‡ | 《離婚萬歲》                | 濱崎結夏                   |
| 2013 (冬季) 第76回  | 麻生久美子  | 《不准哭，小原》            | 越前                       |
| 2013 (冬季) 第76回  | 真木陽子    | 《離婚萬歲》                | 上原燈里                   |
| 2013 (冬季) 第76回  | 多部未華子  | 《LAST HOPE》               | 橘步美                     |
| 2013 (春季) 第77回  | 吉高由里子‡ | 《破案天才伽利略2013》      | 岸谷美砂                   |
| 2013 (春季) 第77回  | 鈴木保奈美  | 《家族遊戲》                | 沼田佳代子                 |
| 2013 (春季) 第77回  | 夏帆        | 《我們都是超能者 !》        | 平野美由紀                 |
| 2013 (春季) 第77回  | 杏          | 《老師遇到鬼》              | 小茜                       |
| 2013 (夏季) 第78回  | 小泉今日子‡ | 《NHK晨間劇｜小海女》       | 天野春子                   |
| 2013 (夏季) 第78回  | 宮本信子    | 《NHK晨間劇｜小海女》       | 天野夏                     |
| 2013 (夏季) 第78回  | 藥師丸博子  | 《NHK晨間劇｜小海女》       | 鈴鹿博美                   |
| 2013 (夏季) 第78回  | 橋本愛      | 《NHK晨間劇｜小海女》       | 足立結衣                   |
| 2013 (秋季) 第79回  | 新垣結衣‡   | 《王牌大律師2》             | 黛真知子                   |
| 2013 (秋季) 第79回  | 柴崎幸      | 《A.I.人工智慧男友》        | 安堂麻陽                   |
| 2013 (秋季) 第79回  | 剛力彩芽    | 《黑河內》                  | 清家真代                   |
| 2013 (秋季) 第79回  | 北川景子    | 《獨身貴族》                | 春野雪                     |
| 2013 (秋季) 第79回  | 相武紗季    | 《機師訓練班》              | 小田千里                   |
| 2014 (冬季) 第80回  | 石原聰美‡   | 《失戀巧克力》              | 高橋紗繪子/吉岡紗繪子      |
| 2014 (冬季) 第80回  | 木村綠子    | 《NHK晨間劇｜多謝款待》     | 西門和枝/山下和枝          |
| 2014 (冬季) 第80回  | 水川麻美    | 《失戀巧克力》              | 井上薰子                   |
| 2014 (冬季) 第80回  | 多部未華子  | 《我存在的時間》            | 本鄉惠                     |
| 2014 (冬季) 第80回  | 杉咲花      | 《神秘轉學生》              | 九條明日香                 |
| 2014 (春季) 第81回  | 菜菜緒‡     | 《時尚惡魔》                | 川島瑞美繪/川島玲實繪      |
| 2014 (春季) 第81回  | 桐谷美玲    | 《死神君》                  | 審判官                     |
| 2014 (春季) 第81回  | 真木陽子    | 《吶喊正義》                | 明星美希                   |
| 2014 (春季) 第81回  | 有村架純    | 《弱剋強球兒》              | 樽見柚子                   |
| 2014 (春季) 第81回  | 波瑠        | 《靈異界限》                | 比嘉美香                   |
| 2014 (夏季) 第82回  | 仲間由紀惠‡ | 《NHK晨間劇｜花子與安妮》   | 葉山蓮子/嘉納蓮子/宮本蓮子 |
| 2014 (夏季) 第82回  | 北川景子    | 《HERO 2》                  | 麻木千佳                   |
| 2014 (夏季) 第82回  | 吉瀨美智子  | 《午後人妻》                | 瀧川利佳子                 |
| 2014 (夏季) 第82回  | 伊藤步      | 《午後人妻》                | 北野乃里子                 |
| 2014 (夏季) 第82回  | 吉田羊      | 《HERO 2》                  | 馬場禮子                   |
| 2014 (秋季) 第83回  | 滿島光‡     | 《SORRY青春！》             | 蜂矢理沙                   |
| 2014 (秋季) 第83回  | 柴崎幸      | 《信長協奏曲》              | 濃姬                       |
| 2014 (秋季) 第83回  | 木村佳乃    | 《時尚惡魔2》               | 廣木里加/廣木里佳          |
| 2014 (秋季) 第83回  | 宍戶佑名    | 《時尚惡魔2》               | 川島那美繪/川島奈實繪      |
| 2014 (秋季) 第83回  | 中谷美紀    | 《NHK大河劇｜軍師官兵衛》   | 光/照福院                  |
| 2015 (冬季) 第84回  | 高畑充希‡   | 《問題餐廳》                | 川奈藍里                   |
| 2015 (冬季) 第84回  | 松岡茉優    | 《問題餐廳》                | 雨木千佳                   |
| 2015 (冬季) 第84回  | 小池榮子    | 《NHK晨間劇｜阿政與愛莉》   | 森野華/八澤華              |
| 2015 (冬季) 第84回  | 大島優子    | 《金錢戰爭》                | 紺野未央                   |
| 2015 (冬季) 第84回  | 木村文乃    | 《金錢戰爭》                | 青池梢                     |
| 2015 (春季) 第85回  | 黑木華‡     | 《天皇御廚》                | 高濱俊子                   |
| 2015 (春季) 第85回  | 蒼井優      | 《王牌大醫生》              | 夢乃/相澤明良              |
| 2015 (春季) 第85回  | 上戶彩      | 《家的記憶》                | 家路惠                     |
| 2015 (春季) 第85回  | 有村架純    | 《歡迎來我家》              | 倉田七菜                   |
| 2015 (春季) 第85回  | 澤尻英龍華  | 《歡迎來我家》              | 神取明日香                 |
| 2015 (夏季) 第86回  | 滿島光‡     | 《根性青蛙》                | 青蛙蹦吉                   |
| 2015 (夏季) 第86回  | 本田翼      | 《戀人未滿》                | 芹澤明里                   |
| 2015 (夏季) 第86回  | 麻生久美子  | 《搶救拿破崙之村》          | 岬由香里                   |
| 2015 (夏季) 第86回  | 田中裕子    | 《NHK晨間劇｜小希的洋菓子》 | 桶作文                     |
| 2015 (夏季) 第86回  | 知英        | 《人民之王》                | 村野惠里香                 |
| 2015 (秋季) 第87回  | 菜菜緒‡     | 《警報：奪命紅顏》          | 橘加拉                     |
| 2015 (秋季) 第87回  | 吉田羊      | 《天才婦科醫》              | 小松留美子                 |
| 2015 (秋季) 第87回  | 木村文乃    | 《警報：奪命紅顏》          | 豬熊夕貴                   |
| 2015 (秋季) 第87回  | 高梨臨      | 《朝5晚9》                  | 山淵百繪                   |
| 2015 (秋季) 第87回  | 松岡茉優    | 《天才婦科醫》              | 下屋加江                   |
| 2016 (冬季) 第88回  | 高畑淳子‡   | 《直美與加奈子》            | 李朱美                     |
| 2016 (冬季) 第88回  | 宮崎葵      | 《NHK晨間劇｜阿淺》         | 今井初/眉山初              |
| 2016 (冬季) 第88回  | 上野樹里    | 《家族的形式》              | 熊谷葉菜子                 |
| 2016 (冬季) 第88回  | 高畑充希    | 《那一年我們談的那場戀愛》  | 日向木穗子                 |
| 2016 (冬季) 第88回  | 吉田羊      | 《直美與加奈子》            | 服部陽子                   |
| 2016 (春季) 第89回  | 小池榮子‡   | 《談戀愛世界難》            | 村沖舞子                   |
| 2016 (春季) 第89回  | 木村佳乃    | 《危險妻》                  | 望月真理亞                 |
| 2016 (春季) 第89回  | 榮倉奈奈    | 《99.9 不可能的翻案》       | 立花彩乃                   |
| 2016 (春季) 第89回  | 安藤櫻      | 《寬鬆世代又怎樣》          | 宮下茜                     |
| 2016 (春季) 第89回  | 波瑠        | 《談戀愛世界難》            | 柴山美咲                   |
| 2016 (夏季) 第90回  | 井本絢子‡   | 《房仲女王》                | 白洲美加                   |
| 2016 (夏季) 第90回  | 山本美月    | 《HOPE -未生-》             | 香月茜                     |
| 2016 (夏季) 第90回  | 木村多江    | 《NHK晨間劇｜大姊當家》     | 小橋君子                   |
| 2016 (夏季) 第90回  | 木村文乃    | 《擁有神之舌的男人》        | 甕棺墓光                   |
| 2016 (夏季) 第90回  | 相樂樹      | 《NHK晨間劇｜大姊當家》     | 小橋鞠子/水田鞠子          |
| 2016 (秋季) 第91回  | 石田百合子‡ | 《月薪嬌妻》                | 土屋百合                   |
| 2016 (秋季) 第91回  | 長澤雅美    | 《NHK大河劇｜真田丸》       | 幸                         |
| 2016 (秋季) 第91回  | 松嶋菜菜子  | 《砂之塔》                  | 佐佐木弓子                 |
| 2016 (秋季) 第91回  | 志田未來    | 《出租救世主》              | 百地零子                   |
| 2016 (秋季) 第91回  | 清水富美加  | 《男扮女裝家政婦》          | 花田繪美里                 |
| 2017 (冬季) 第92回  | 吉岡里帆‡   | 《四重奏》                  | 來杉有朱                   |
| 2017 (冬季) 第92回  | 水野美紀    | 《奪愛之冬》                | 森山蘭                     |
| 2017 (冬季) 第92回  | 木村文乃    | 《為愛人生～A LIFE～》      | 柴田由紀                   |
| 2017 (冬季) 第92回  | 大島優子    | 《東京妄想女子》            | 鳥居小雪                   |
| 2017 (冬季) 第92回  | 小泉今日子  | 《超級上班族左江內氏》      | 左江內圓子                 |
| 2017 (春季) 第93回  | 小池榮子‡   | 《成為母親》                | 門倉麻子                   |
| 2017 (春季) 第93回  | 戶田惠梨香  | 《反轉》                    | 越智美穗子/河部美穗子      |
| 2017 (春季) 第93回  | 仲里依紗    | 《我可能沒那麼愛你》        | 有島麗華                   |
| 2017 (春季) 第93回  | 木村文乃    | 《真命天菜》                | 湖月晴子                   |
| 2017 (春季) 第93回  | 中山美穗    | 《貴族偵探》                | 田中                       |
| 2017 (夏季) 第94回  | 新垣結衣‡   | 《空中急診英雄 第3季》      | 白石惠                     |
| 2017 (夏季) 第94回  | 戶田惠梨香  | 《空中急診英雄 第3季》      | 緋山美帆子                 |
| 2017 (夏季) 第94回  | 木村佳乃    | 《NHK晨間劇｜少女的時代》   | 谷田部美代子               |
| 2017 (夏季) 第94回  | 和久井映見  | 《NHK晨間劇｜少女的時代》   | 永井愛子/牧野愛子          |
| 2017 (夏季) 第94回  | 松岡茉優    | 《搶救老公大作戰》          | 小林沙也加                 |
| 2017 (秋季) 第95回  | 滿島光‡     | 《監獄公主》                | 若井雙葉                   |
| 2017 (秋季) 第95回  | 蒼井優      | 《只是先出生的我》          | 真柴千尋                   |
| 2017 (秋季) 第95回  | 山本美月    | 《刑警弓神》                | 冰川和美                   |
| 2017 (秋季) 第95回  | 菅野美穗    | 《監獄公主》                | 勝田千夏                   |
| 2017 (秋季) 第95回  | 吉田羊      | 《天才婦科醫2》             | 小松留美子                 |
| 2018 (冬季) 第96回  | 木村文乃‡   | 《99.9 不可能的翻案2》      | 尾崎舞子                   |
| 2018 (冬季) 第96回  | 田中裕子    | 《anone》                   | 林田亞乃音                 |
| 2018 (冬季) 第96回  | 門脇麥      | 《致命接吻》                | 佐藤宰子                   |
| 2018 (冬季) 第96回  | 市川實日子  | 《法醫女王》                | 東海林夕子                 |
| 2018 (冬季) 第96回  | 波瑠        | 《有錢人家鳥事多》          | 北澤知晶                   |
| 2018 (春季) 第97回  | 木村多江‡   | 《有家可歸的戀人們》        | 茄子田綾子                 |
| 2018 (春季) 第97回  | 葵若菜      | 《黑色止血鉗》              | 花房美和                   |
| 2018 (春季) 第97回  | 内田理央    | 《大叔之愛》                | 荒井千鶴                   |
| 2018 (春季) 第97回  | 今田美櫻    | 《流星花園C5》              | 真矢愛莉                   |
| 2018 (春季) 第97回  | 吉瀨美智子  | 《信號》                    | 櫻井美咲                   |
| 2018 (夏季) 第98回  | 上野樹里‡   | 《奇才兒科醫》              | 瀨戶夏美                   |
| 2018 (夏季) 第98回  | 橫溝菜帆    | 《繼母與女兒的藍調》        | 宮本美雪                   |
| 2018 (夏季) 第98回  | 上白石萌歌  | 《繼母與女兒的藍調》        | 宮本美雪 (少女)            |
| 2018 (夏季) 第98回  | 松雪泰子    | 《NHK晨間劇｜半邊藍天》     | 榆野晴                     |
| 2018 (夏季) 第98回  | 小池榮子    | 《Zero 一獲千金遊戲》       | 後藤峰子                   |
| 2018 (秋季) 第99回  | 吉田羊‡     | 《中學聖日記》              | 原口律                     |
| 2018 (秋季) 第99回  | 黑木華      | 《非獸性男女》              | 長門朱里                   |
| 2018 (秋季) 第99回  | 橋本環奈    | 《高中生老大》              | 早川京子                   |
| 2018 (秋季) 第99回  | 清野菜名    | 《高中生老大》              | 赤坂理子                   |
| 2018 (秋季) 第99回  | 廣瀨愛麗絲  | 《騷擾遊戲》                | 高村真琴                   |
| 2019 (冬季) 第100回 | 永野芽郁‡   | 《3年A班當人質》            | 茅野櫻                     |
| 2019 (冬季) 第100回 | 松坂慶子    | 《NHK晨間劇｜泡麵之王》     | 今井鈴                     |
| 2019 (冬季) 第100回 | 安達祐實    | 《初戀那天所讀的故事》      | 松岡美和                   |
| 2019 (冬季) 第100回 | 內田有紀    | 《NHK晨間劇｜泡麵之王》     | 今井咲/小野塚咲            |
| 2019 (冬季) 第100回 | 井本絢子    | 《房仲女王大逆襲》          | 白洲美加                   |
| 2019 (春季) 第101回 | 菜菜緒‡     | 《破案神手》                | 牧野巴                     |
| 2019 (春季) 第101回 | 山本美月    | 《完美世界》                | 川奈愛未                   |
| 2019 (春季) 第101回 | 藤野涼子    | 《腐女無意間跟Gay告白》     | 三浦沙枝                   |
| 2019 (春季) 第101回 | 白石麻衣    | 《我的裙子，去哪了？》      | 里見萌                     |
| 2019 (春季) 第101回 | 松村沙友理  | 《狂賭之淵2》               | 夢見弖優芽美               |
| 2019 (夏季) 第102回 | 奈緒‡       | 《輪到你了 反擊篇》         | 尾野幹葉                   |
| 2019 (夏季) 第102回 | 西野七瀨    | 《輪到你了 反擊篇》         | 黑島沙和                   |
| 2019 (夏季) 第102回 | 山口智子    | 《NHK晨間劇｜夏空》         | 岸川亞矢美                 |
| 2019 (夏季) 第102回 | 伊藤沙莉    | 《明察小會計》              | 佐佐木真夕                 |
| 2019 (夏季) 第102回 | 三田佳子    | 《自然捲小姐放長假》        | 吉永綠                     |
| 2019 (秋季) 第103回 | 小池榮子‡   | 《我的事說來話長》          | 秋葉綾子                   |
| 2019 (秋季) 第103回 | 鈴木京香    | 《天才主廚餐廳》            | 早見倫子                   |
| 2019 (秋季) 第103回 | 松下由樹    | 《G弦上的你和我》           | 北河幸惠                   |
| 2019 (秋季) 第103回 | 清原果耶    | 《我的事說來話長》          | 秋葉春海                   |
| 2019 (秋季) 第103回 | 富永愛      | 《天才主廚餐廳》            | 琳達‧真知子‧理察           |

### 2020年代
| 年份                  | 姓名        | 劇名                                     | 角色                  |
| --------------------- | ----------- | ---------------------------------------- | --------------------- |
| 2020 (冬季) 第104回   | 香里奈‡     | 《戀愛可以持續到天長地久》               | 天堂流子              |
| 2020 (冬季) 第104回   | 上野樹里    | 《忒修斯之船》                           | 岸田由紀/田村由紀     |
| 2020 (冬季) 第104回   | 榮倉奈奈    | 《忒修斯之船》                           | 田村和子              |
| 2020 (冬季) 第104回   | 大島優子    | 《NHK晨間劇｜緋紅》                      | 熊谷照子              |
| 2020 (冬季) 第104回   | 廣瀨愛麗絲  | 《外科女帝》                             | 小機幸子              |
| 2020 (春夏季) 第105回 | 麻生久美子‡ | 《MIU404》                               | 桔梗結弦              |
| 2020 (春夏季) 第105回 | 田中美奈實  | 《M 為了心愛的人》                       | 姬野禮香              |
| 2020 (春夏季) 第105回 | 伊藤沙莉    | 《超讚!光源氏君》                        | 藤原沙織              |
| 2020 (春夏季) 第105回 | 吉瀨美智子  | 《未滿警察》                             | 及川蘭子              |
| 2020 (春夏季) 第105回 | 上戶彩      | 《半澤直樹》                             | 半澤花                |
| 2020 (秋季) 第106回   | 二階堂富美‡ | 《NHK晨間劇｜歡呼》                      | 關內音/古山音         |
| 2020 (秋季) 第106回   | 佐藤玲      | 《如果30歲還是處男，似乎就能成為魔法師》 | 藤崎希                |
| 2020 (秋季) 第106回   | 鈴木京香    | 《共演NG》                               | 大園瞳                |
| 2020 (秋季) 第106回   | 鈴木保奈美  | 《無照律師 2》                           | 幸村千佳              |
| 2020 (秋季) 第106回   | 吉高由里子  | 《危險維納斯》                           | 矢神楓                |
| 2021 (冬季) 第107回   | 菜菜緒‡     | 《Oh My Boss!戀愛放別冊》                | 寶來麗子              |
| 2021 (冬季) 第107回   | 戶田惠梨香  | 《我家的故事》                           | 志田櫻                |
| 2021 (冬季) 第107回   | 濱邊美波    | 《宅女兒交不到男友》                     | 水無瀨空              |
| 2021 (冬季) 第107回   | 廣瀨愛麗絲  | 《認識的妻子》                           | 劍崎澪/建石澪         |
| 2021 (冬季) 第107回   | 草笛光子    | 《那女孩、吉特巴》                       | 菊子/雛菊(外號)       |
| 2021 (春季) 第108回   | 有村架純‡   | 《喜劇開場》                             | 中濱里穗子            |
| 2021 (春季) 第108回   | 長澤雅美    | 《東大特訓班2》                          | 水野直美              |
| 2021 (春季) 第108回   | 市川實日子  | 《大豆田永久子與三個前夫》               | 棉來籬                |
| 2021 (春季) 第108回   | 黑木華      | 《鴉色刑事法官》                         | 坂井千鶴              |
| 2021 (春季) 第108回   | 平手友梨奈  | 《東大特訓班2》                          | 岩崎楓                |
| 2021 (夏季) 第109回   | 菜菜緒‡     | 《TOKYO MER 東京救難英雄》               | 藏前夏梅              |
| 2021 (夏季) 第109回   | 佐久間由衣  | 《她很漂亮》                             | 桐山梨沙              |
| 2021 (夏季) 第109回   | 岸井雪乃    | 《＃家族募集中》                         | 橫瀨美久              |
| 2021 (夏季) 第109回   | 中條彩未    | 《TOKYO MER 東京救難英雄》               | 弦卷比奈              |
| 2021 (夏季) 第109回   | 中村友理    | 《只是沒離婚而已》                       | 柿野雪映              |
| 2021 (秋季) 第110回   | 福本莉子‡   | 《被擦掉的初戀》                         | 橋下美緒              |
| 2021 (秋季) 第110回   | 橋本愛      | 《NHK大河劇｜直衝青天》                  | 尾高千代/澀澤千代     |
| 2021 (秋季) 第110回   | 田中美奈實  | 《最愛》                                 | 橘栞                  |
| 2021 (秋季) 第110回   | 杏          | 《日本沉沒》                             | 相原美鈴              |
| 2021 (秋季) 第110回   | 蒔田彩珠    | 《NHK晨間劇｜歡迎回來百音》              | 永浦未知              |
| 2022 (冬季) 第111回   | 每田暖乃‡   | 《妻子變成小學生》                       | 白石万理華            |
| 2022 (冬季) 第111回   | 伊藤沙莉    | 《勿說是推理》                           | 風呂光聖子            |
| 2022 (冬季) 第111回   | 藤原櫻      | 《心動迎戰Song》                         | 萩原凛                |
| 2022 (冬季) 第111回   | 芳根京子    | 《真凶標籤》                             | 二宮瑞穗              |
| 2022 (冬季) 第111回   | 市川實日子  | 《NHK晨間劇｜Come Come Everybody》       | 野田一子              |
| 2022 (春季) 第112回   | 松本若菜‡   | 《灰姑娘的上流戰爭》                     | 深山美保子            |
| 2022 (春季) 第112回   | 多部未華子  | 《MY FAMILY》                            | 鳴澤未知留            |
| 2022 (春季) 第112回   | 滿島光      | 《邁向未來的倒數10秒》                   | 折原葵                |
| 2022 (春季) 第112回   | 江口德子    | 《惡女》                                 | 峰岸雪                |
| 2022 (春季) 第112回   | 上白石萌歌  | 《金田一少年之事件簿》                   | 七瀨美雪              |
| 2022 (夏季) 第113回   | 松岡茉優‡   | 《初戀的惡魔》                           | 摘木星砂              |
| 2022 (夏季) 第113回   | 平手友梨奈  | 《六本木Class》                          | 麻宮葵                |
| 2022 (夏季) 第113回   | 小池榮子    | 《公平交易英雄》                         | 桃園千代子            |
| 2022 (夏季) 第113回   | 白石麻衣    | 《鋼盔男兒》                             | 櫻間冬美              |
| 2022 (夏季) 第113回   | 山田杏奈    | 《新信長公記－同學們是戰國武將－》       | 日下部雅              |
| 2022 (秋季) 第114回   | 夏帆‡       | 《Silent》                               | 桃野奈奈              |
| 2022 (秋季) 第114回   | 小池榮子    | 《NHK大河劇｜鎌倉殿的13人》              | 北条政子              |
| 2022 (秋季) 第114回   | 黑島結菜    | 《詐欺獵人》                             | 吉川冰柱              |
| 2022 (秋季) 第114回   | 新垣結衣    | 《NHK大河劇｜鎌倉殿的13人》              | 八重姬                |
| 2022 (秋季) 第114回   | 櫻田日和    | 《Silent》                               | 佐倉萌                |
| 2023 (冬季) 第115回   | 夏帆‡       | 《重啟人生》                             | 門倉夏希              |
| 2023 (冬季) 第115回   | 永作博美    | 《NHK晨間劇｜飛舞吧！》                  | 岩倉惠                |
| 2023 (冬季) 第115回   | 木南晴夏    | 《重啟人生》                             | 米川美穗              |
| 2023 (冬季) 第115回   | 齊藤由貴    | 《大奧 第一季》                          | 春日局                |
| 2023 (冬季) 第115回   | 小野花梨    | 《陷阱戰爭》                             | 螢原梨惠              |
| 2023 (春季) 第116回   | 富田望生‡   | 《但是，還保有熱情》                     | 山崎靜代              |
| 2023 (春季) 第116回   | 新垣結衣    | 《風間公親－教場0－》                    | 隼田聖子              |
| 2023 (春季) 第116回   | 白山乃愛    | 《巧克力醫生》                           | 寺島唯                |
| 2023 (春季) 第116回   | 生見愛瑠    | 《關於週日晚上》                         | 樋口若葉              |
| 2023 (春季) 第116回   | 田中美奈實  | 《我們之間沒有的》                       | 新名楓                |
| 2023 (夏季) 第117回   | 蘆田愛菜‡   | 《最好的老師》                           | 鵜久森葉              |
| 2023 (夏季) 第117回   | 濱邊美波    | 《NHK晨間劇｜爛漫》                      | 西村壽惠子/槙野壽惠子 |
| 2023 (夏季) 第117回   | 二階堂富美  | 《VIVANT》                               | 柚木薰                |
| 2023 (夏季) 第117回   | 波瑠        | 《談戀愛狀況外》                         | 坂井戶洸稀            |
| 2023 (夏季) 第117回   | 川口春奈    | 《隼消防團事件簿》                       | 立木彩                |
| 2023 (秋季) 第118回   | 生見愛瑠‡   | 《SEXY田中小姐》                         | 倉橋朱里              |
| 2023 (秋季) 第118回   | 北川景子    | 《NHK大河劇｜怎麼辦家康》                | 阿市/淀殿             |
| 2023 (秋季) 第118回   | 黑木華      | 《下剋上球兒》                           | 山住香南子            |
| 2023 (秋季) 第118回   | 上白石萌歌  | 《派對咖孔明》                           | 月見英子              |
| 2023 (秋季) 第118回   | 平手友梨奈  | 《我家律師難相處》                       | 天野杏                |
| 2024 (冬季) 第119回   | 河合優實‡   | 《極度不妥！》                           | 小川純子              |
| 2024 (冬季) 第119回   | 篠田麻里子  | 《不離婚的男人》                         | 岡谷綾香              |
| 2024 (冬季) 第119回   | 仲里依紗    | 《極度不妥！》                           | 犬島渚                |
| 2024 (冬季) 第119回   | 菊地凜子    | 《NHK晨間劇｜布基烏基》                  | 茨田律子              |
| 2024 (冬季) 第119回   | 蘆田愛菜    | 《再會指揮家》                           | 夏目響                |
| 2024 (春季) 第120回   | 堀田真由‡   | 《反英雄》                               | 紫之宮飛鳥            |
| 2024 (春季) 第120回   | 井桁弘惠    | 《VR大叔的初戀》                         | 保奈美                |
| 2024 (春季) 第120回   | 天海祐希    | 《Believe》                              | 狩山玲子              |
| 2024 (春季) 第120回   | 板谷由夏    | 《東京鐵塔》                             | 淺野詩史              |
| 2024 (春季) 第120回   | 三浦透子    | 《沒有季節的城市》                       | 克子                  |
| 2024 (夏季) 第121回   | 土居智央梨‡ | 《NHK晨間劇｜如虎添翼》                  | 山田与子              |
| 2024 (夏季) 第121回   | 石田百合子  | 《NHK晨間劇｜如虎添翼》                  | 爪春                  |
| 2024 (夏季) 第121回   | 有村架純    | 《海的開始》                             | 百瀨彌生              |
| 2024 (夏季) 第121回   | 泉谷星奈    | 《海的開始》                             | 南雲海                |
| 2024 (夏季) 第121回   | 橋本愛      | 《新宿野戰醫院》                         | 南舞                  |
| 2024 (秋季) 第122回   | 杉咲花‡     | 《海中沉睡的鑽石》                       | 出水朝子(成年)        |
| 2024 (秋季) 第122回   | 土屋太鳳    | 《海中沉睡的鑽石》                       | 森百合子              |
| 2024 (秋季) 第122回   | 宮本信子    | 《海中沉睡的鑽石》                       | 出水朝子(老年)        |
| 2024 (秋季) 第122回   | 廣瀨愛麗絲  | 《全領域異常解決室》                     | 雨野小夢              |
| 2024 (秋季) 第122回   | 伊東蒼      | 《宇宙漂浮教室》                         | 名取佳純              |
| 2025 (冬季) 第123回   | 澀谷凪咲‡   | 《帶你到地獄的盡頭》                     | 花井麗奈              |
| 2025 (冬季) 第123回   | 平岩紙      | 《熱點》                                 | 日比野美波            |
| 2025 (冬季) 第123回   | 鈴木杏      | 《熱點》                                 | 中村葉月              |
| 2025 (冬季) 第123回   | 吉岡里帆    | 《御上老師》                             | 是枝文香              |
| 2025 (冬季) 第123回   | 堀田真由    | 《御上老師》                             | 真山弓弦              |

## 軼事
- 最年輕的最佳女配角得主是美山加戀，得奬年齡為8歲（第40回《我和她們的生存之道》）；而最年長的最佳女配角得主是平良富，得奬年齡為73歲（第30回《NHK晨間劇｜水姑娘》）。
- 由於2019冠狀病毒病日本疫情影響，為防止劇組於拍攝期間感染新冠病毒，一些作品原本已定檔播出或正在播出，改為播到某一話先停播再擇期復播的模式。因此，2020年春季和夏季日劇學院賞合併為第105回舉辦。

## 外部連結
- 日劇學院賞獲獎名單 （页面存档备份，存于）